# حنوة مغلقة

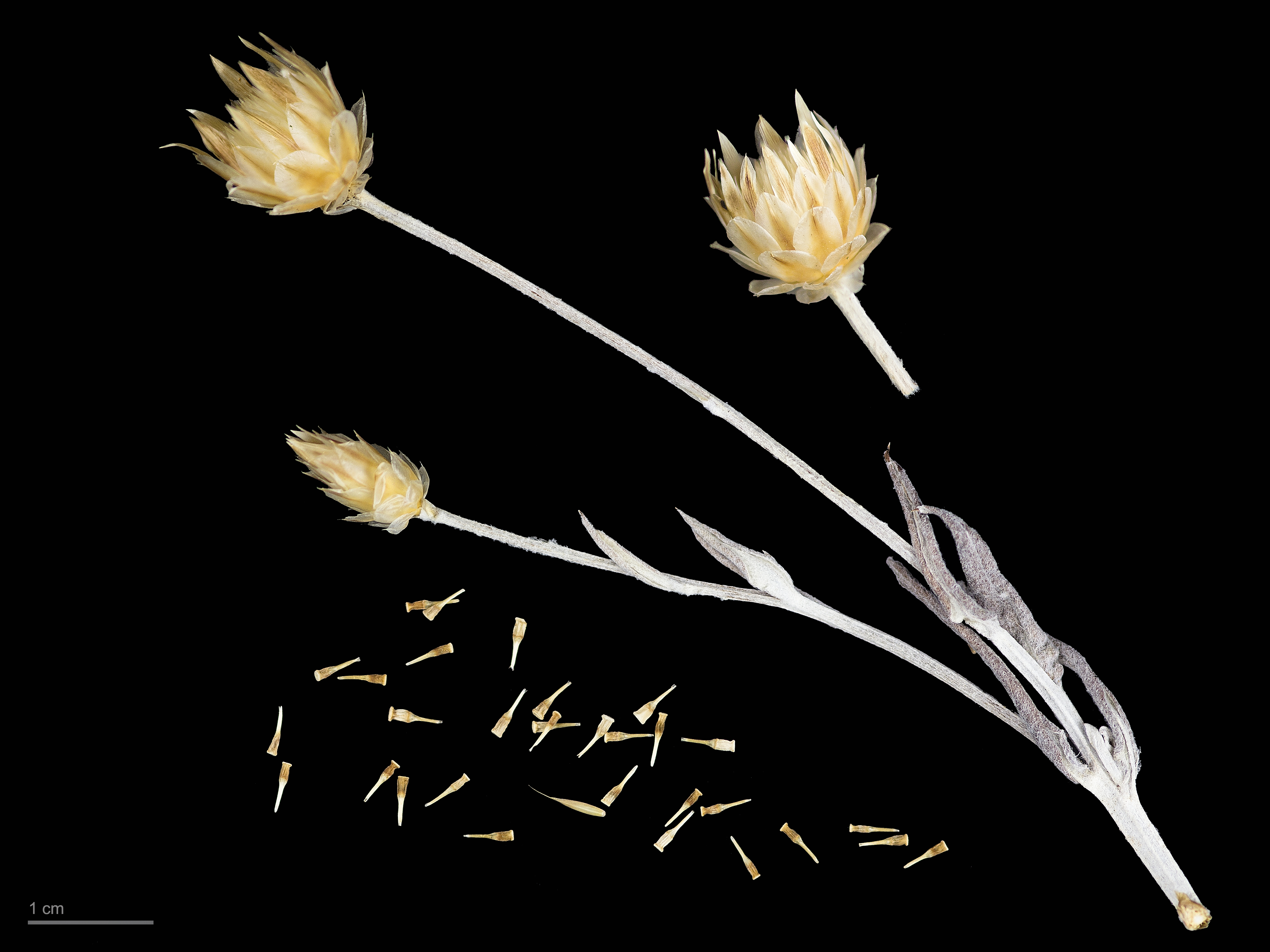
حنوة مغلقة.

الحنوة المغلقة (باللاتينية: Xeranthemum inapertum) نوع نباتي ينتمي إلى جنس الحنوة من الفصيلة النجمية.

## الموئل والانتشار
موطنه بلاد الشام وتركيا والقوقاز وروسيا وبعض مناطق البلقان وجنوب أوروبا.

## مرادفات للاسم العلمي
- (باللاتينية: Xeranthemum foetidum Moench, nom. illeg.)
- (باللاتينية: Xeranthemum annuum var. inapertum L.)
- (باللاتينية: Xeranthemum erectum C. Presl)